# USS Franklin D. Roosevelt (CV-42)
USS Franklin D. Roosevelt (CVB/CVA/CV-42) è stata la seconda delle tre portaerei di classe Midway. Roosevelt trascorse gran parte della sua carriera attiva schierata operando nel Mar Mediterraneo come parte della sesta flotta degli Stati Uniti. La nave fu ritirata dal servizio nel 1977 e fu demolita poco dopo. Fu la prima portaerei della Marina degli Stati Uniti a essere nominata in onore di un Presidente degli Stati Uniti.

## Cronologia dei servizi

### Primi anni

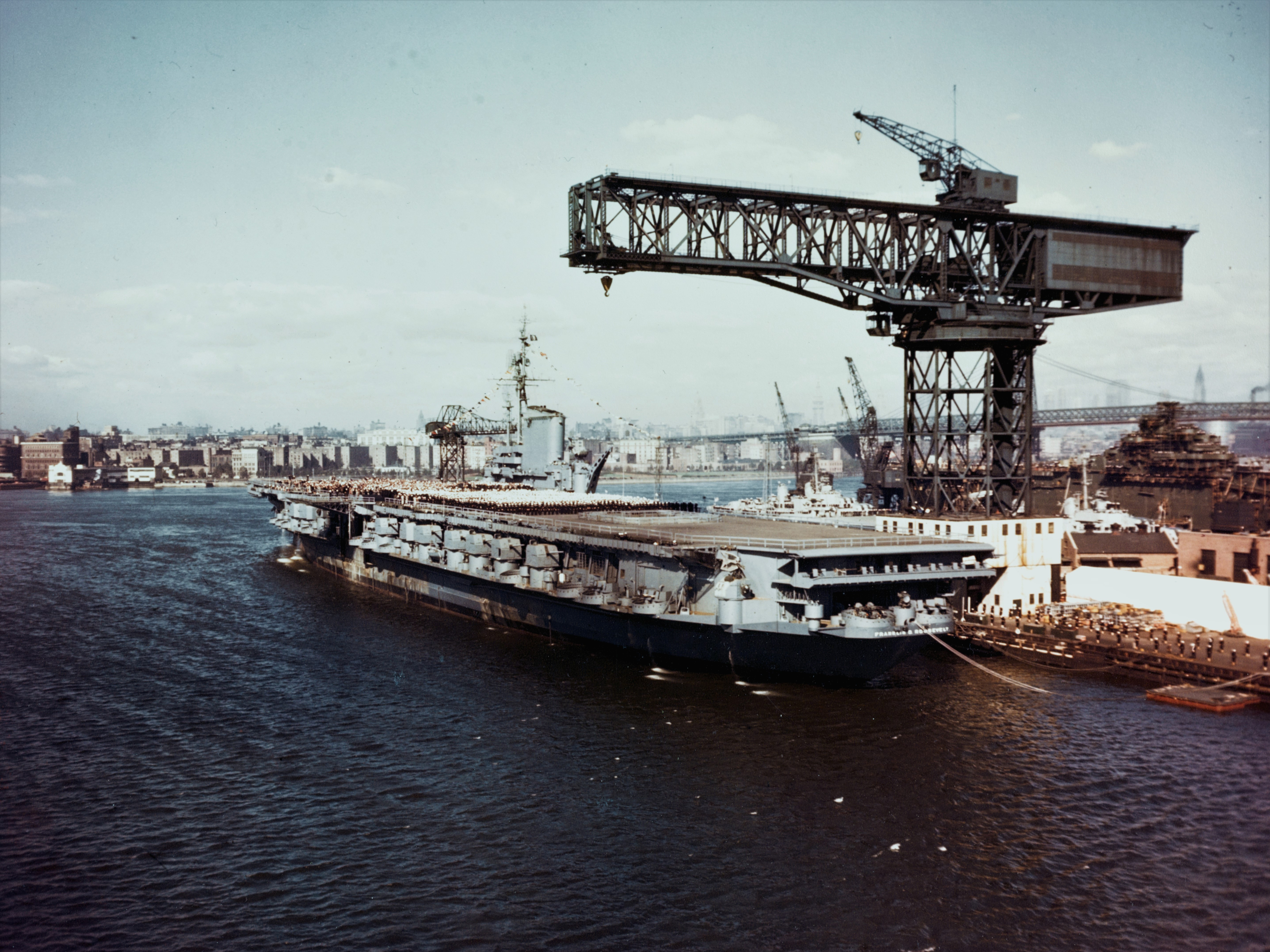
Roosevelt alla cerimonia di commissionamento nel 1945

Franklin D. Roosevelt fu impostata nel cantiere navale di New York il 1° dicembre 1943. Sponsor fu la Signora John H. Towers, moglie del vice comandante in capo della flotta del Pacifico. Essa battezzò la nave Coral Sea al varo del 29 aprile 1945. L'8 maggio 1945, il presidente Harry S. Truman approvò la raccomandazione del segretario della Marina di rinominare la nave Franklin D. Roosevelt in onore del defunto presidente, che era morto quattro settimane prima.
Roosevelt fu commissionata il 27 ottobre 1945, al cantiere navale di New York. Il capitano. Apollo Soucek fu il primo ufficiale comandante della nave. Durante la sua prima crociera, Roosevelt andò a Rio de Janeiro dal 1 all'11 febbraio 1946 per rappresentare gli Stati Uniti all'inaugurazione del nuovo governo del presidente brasiliano Eurico Gaspar Dutra, che salì a bordo per una breve crociera. Ad aprile e maggio, Roosevelt partecipò a esercitazioni con ottave flotta al largo della costa orientale, il primo importante esercizio di addestramento postbellico della Marina.
Il 21 luglio 1946, Roosevelt divenne la prima portaerei americana a operare un aereo a reazione in condizioni controllate. Il capitano di corvetta James Davidson, in volo con il McDonnell XFD-1 Phantom, fece una serie di decolli e atterraggi riusciti mentre Roosevelt si trovava a Cape Henry, in Virginia. Le prove a reazione sono continuate a novembre, quando il tenente col. Marion E. Carl, USMC, fece due lanci di catapulta, quattro decolli non assistiti e cinque atterraggi arrestati in un Lockheed P-80A.
Le manovre di flotta e altre operazioni di addestramento nei Caraibi precedettero il primo dispiegamento di Roosevelt nel Mediterraneo, che è durato da agosto a ottobre 1946. Roosevelt, battendo la bandiera del contrammiraglio John H. Cassady, comandante della divisione portaerei 1, guidò la forza della Marina americana che arrivò al Pireo il 5 settembre 1946. Questa visita ha mostrato il sostegno degli Stati Uniti al governo filo-occidentale della Grecia, che fu bloccata in una guerra civile con ribelli comunisti. La nave ha ricevuto migliaia di visitatori durante le sue chiamate verso molti porti del Mediterraneo.
Roosevelt tornò nelle acque americane e operò al largo della costa orientale fino al luglio 1947, quando entrò nel cantiere navale navale di Norfolk per una profonda revisione.

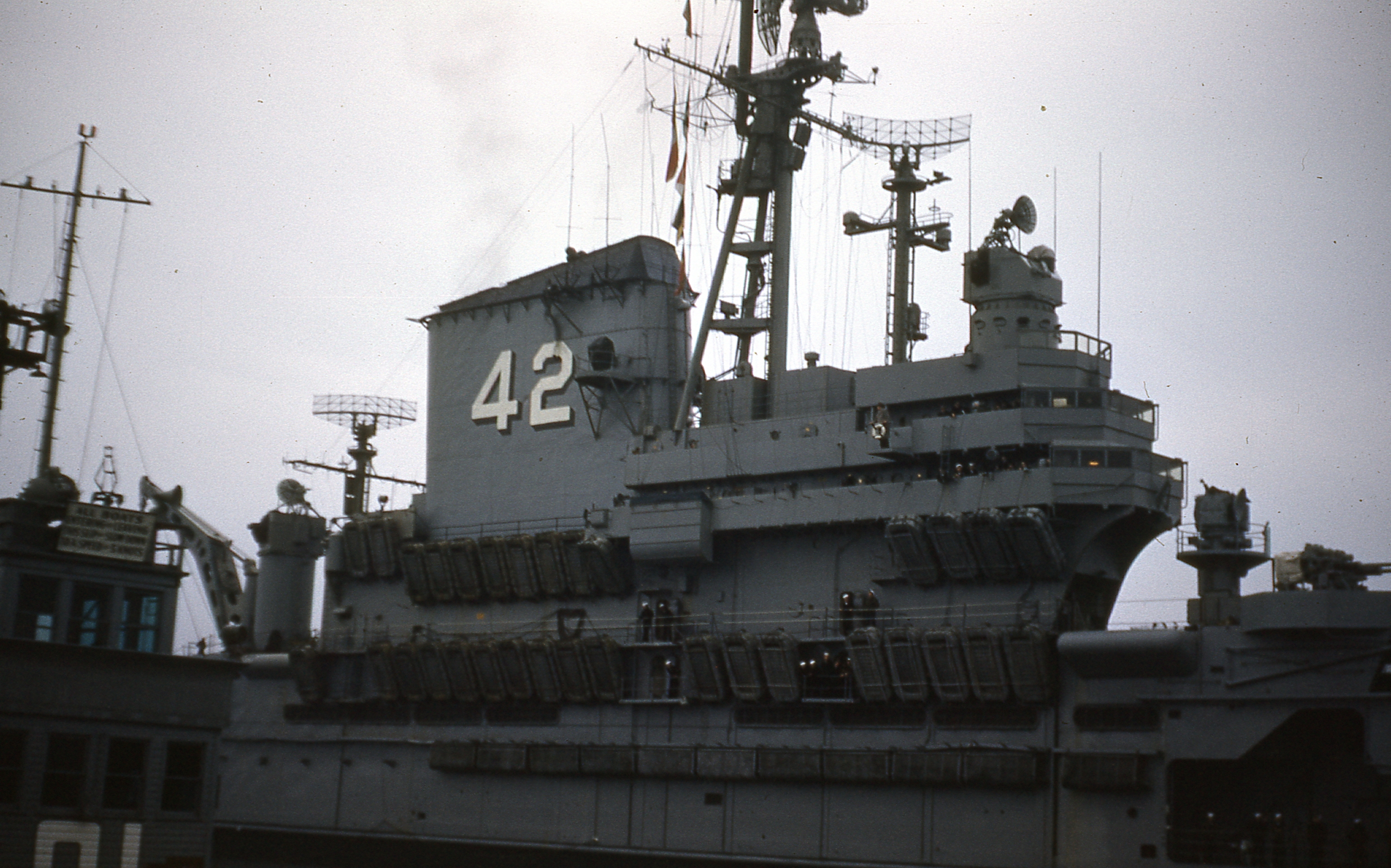
Roosevelt al Pier 91 di Seattle, 1953 o 1954

Dal settembre 1948 al gennaio 1949, Roosevelt intraprese un secondo giro di servizio con le forze navali statunitensi, nel Mediterraneo. Nel 1950, Roosevelt divenne la prima nave a portare in mare armi nucleari. Nel settembre e nell'ottobre del 1952, partecipò all'operazione Mainbrace, il primo grande esercizio NATO nel Nord Atlantico. Roosevelt operava con altre importanti unità della flotta, comprese le altre portaerei USS A metà strada incontrò le navi, USS Wasp e HMS Eagle, così come le corazzate USS Wisconsin e HMS Vanguard.
Roosevelt fu riclassificato CVA-42 il 1° ottobre 1952. Il 7 gennaio 1954, si recò ai cantieri navali dello stretto di Puget per subire una vasta ricostruzione. Troppo grande per passare attraverso il Canale di Panama, Roosevelt aggirò Cape Horn e arrivò al cantiere il 5 marzo 1954. Fu temporaneamente dismessa lì per il suo refit il 23 aprile 1954.

### Rimessa in servizio

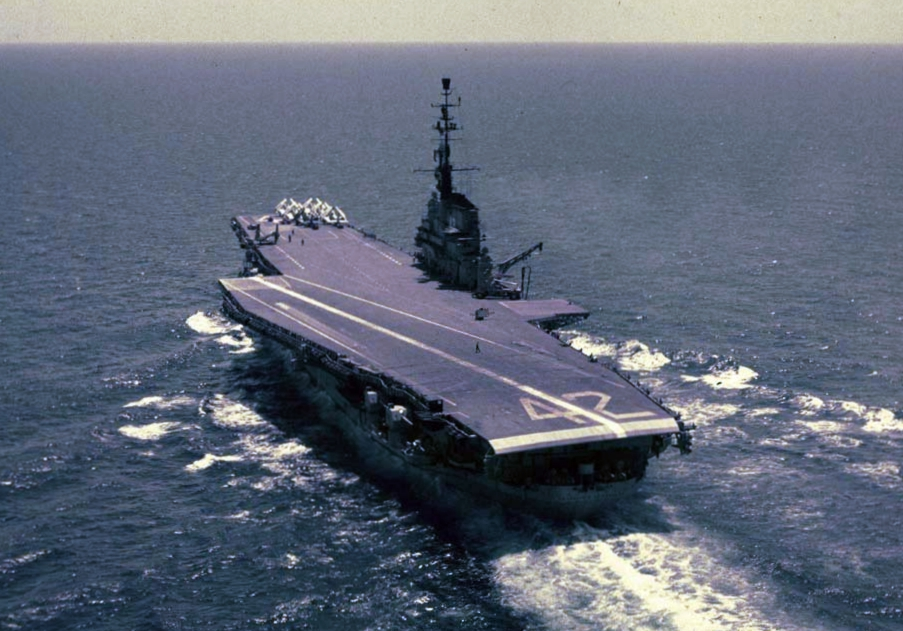
Roosevelt nel 1956, dopo la ricostruzione di SCB-110

Roosevelt è stata la prima della sua classe a sottoporsi alla ricostruzione SCB-110, al costo di 48 milioni di dollari. Ha ricevette una catapulta a vapore C-11-2 e due C-11-1, equipaggiamento di arresto rafforzato, un ponte allargato, un sistema di atterraggio a specchio e un ponte di volo ad angolo. Il radar per la ricerca dell'altezza SPS-8 e il radar per la ricerca aerea SPS-12 sono stati montati su un nuovo albero tubolare. L'ascensore di poppa è stato spostato sul bordo del ponte di tribordo, l'ascensore anteriore è stato ampliato e tutti gli ascensori sono stati potenziati a 75,000 lb (34,019 kg) di capacità. Il bunkeraggio del carburante per aerei è stato aumentato da 350.000 a 450.000 galloni (1.320.000 a 1.700.000 L). Lo spostamento standard è salito a 51.000 tonnellate, mentre il dislocamento è salito a 63.400 tonnellate. Come compensazione del peso, molti dei cannoni antiaerei Mark 16 furono eliminati, lasciandone solo 10 e la cintura dell'armatura da 3.200 tonnellate fu rimossa. Sono state inoltre aggiunte vesciche di scafo per far fronte all'aumento di peso. Roosevelt  venne rimesso in servizio il 6 aprile 1956.
Dopo le prove post refit, Roosevelt salpò per il suo nuovo porto di Mayport, in Florida. Nel febbraio del 1957, Roosevelt condusse test sulle catapulte, aerei e missili guidati Regulus, nel Golfo del Maine. A luglio, salpò per il primo dei tre schieramenti consecutivi della sesta flotta. I suoi incarichi nel Mediterraneo aggiunsero esercizi della NATO al normale programma delle principali operazioni della flotta, e la trovarono a intrattenere un distinto elenco di ospiti ogni anno. 

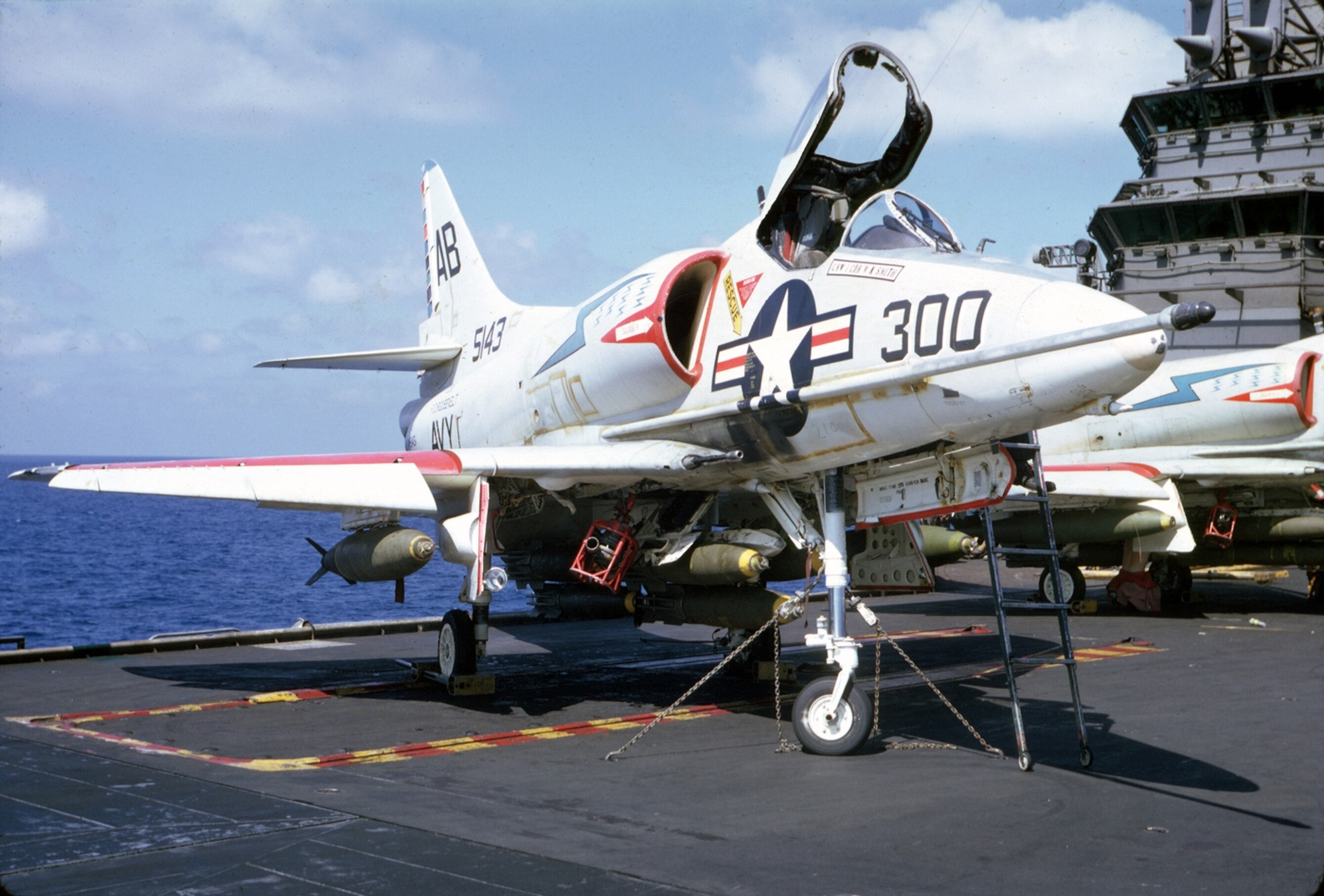
Un A-4 Skyhawk a bordo di Roosevelt durante il suo unico dispiegamento in Vietnam tra agosto 1966 e febbraio 1967

Durante una revisione di metà anno del 1958, i 22 rimanenti da 3 pollici (76 mm) pistole sono state rimosse.
Alla fine del 1960, la Control Instrument Company ha installato il primo sistema di atterraggio ottico (FLOLS) Fresnel Lens a bordo di Roosevelt. Ha registrato il suo 100 000º atterraggio di aerei nel marzo 1961.
Mentre operava nel Mediterraneo orientale nell'autunno del 1964, Roosevelt perse una lama da una delle sue eliche da 20 tonnellate. Passò da Napoli, in Italia, a New York, con l'asse numero uno bloccato. Dopo aver sostituito l'elica a Bayonne, nel New Jersey, Roosevelt è tornata nel Mediterraneo per completare la sua crociera.
Dall'agosto 1966 al gennaio 1967, Roosevelt fece il suo unico dispiegamento nel sud-est asiatico, trascorrendo un totale di 95 giorni "sulla linea". Imbarcava principalmente F-4 Phantom II e A-4 Skyhawks. Roosevelt ricevette una stella di battaglia per il suo servizio durante la guerra del Vietnam.
Nel gennaio del 1968, l'attrice italiana Virna Lisi è stata invitata dall'equipaggio della Roosevelt a partecipare a festeggiare il 22º anno di servizio della nave. Lisi ha aiutato a preparare 5 000 bistecche in una grande tavolata allestita sul ponte di volo.

### Modernizzazione

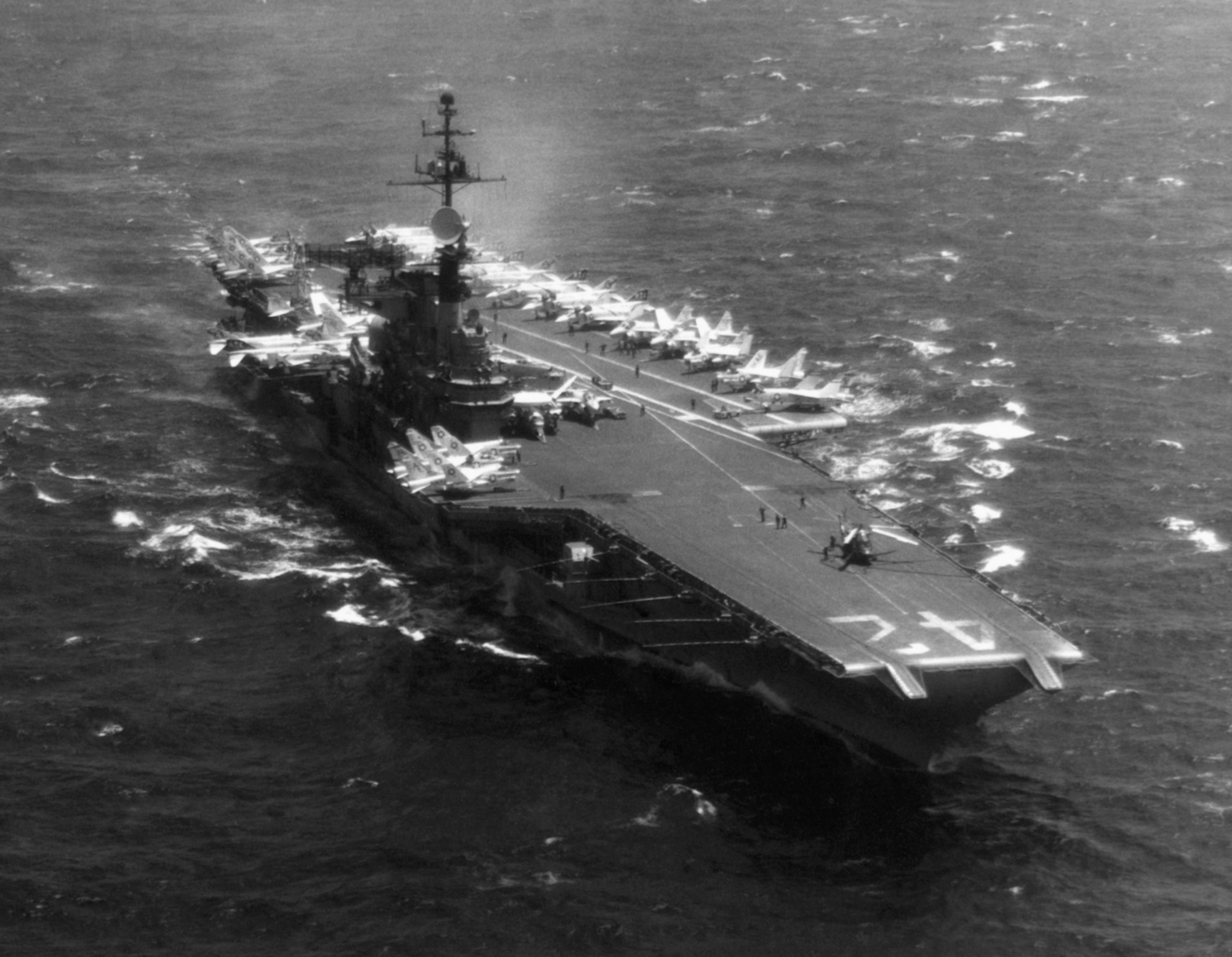
Roosevelt nel 1970 dopo il suo severo refitting di 11 mesi del 1968-69.

Inizialmente, Roosevelt doveva subire una vasta ricostruzione (101,68 SCB) simile a quella ricevuta da Midway dal 1966 al 1970. Questo piano è stato fatto deragliare da massicci superamento dei costi di ricostruzione di classe Midway  che alla fine ammontano a $ 202 milioni. Roosevelt era quindi limitata a un severo refitting di 46 milioni di dollari, che le consentiva di operare con i Grumman A-6 Intruder e i LTV A-7 Corsair II.
Nel luglio 1968, Roosevelt entrò nel cantiere navale di Norfolk per il suo programma di modernizzazione di 11 mesi. L'ascensore della linea centrale anteriore è stato spostato sul bordo del ponte di tribordo a prua dell'isola, gli spazi dell'equipaggio sono stati rinnovati e due torrette antiaeree vennero rimosse. Roosevelt ha anche ricevuto un sistema di spruzzatura a bordo ponte che utilizza il nuovo prodotto chimico antincendio compatibile con acqua di mare, Light Water. Prese nuovamente il mare il 26 maggio 1969.
Nel gennaio 1970, Roosevelt tornò nel Mediterraneo per un altro schieramento della sesta flotta.
' ventunesimo dispiegamento della sesta flotta di Roosevelt fu segnato dalla partecipazione indiretta alla guerra di Yom Kippur dell'ottobre 1973, mentre serviva da "campo di atterraggio" di transito per gli aerei che venivano consegnati in Israele.
Dal 1973 al 1975, il VAW-121 operò a bordo di Roosevelt come uno degli ultimi squadroni Grumman E-1 Tracer della flotta. La Roosevelt ricevette una designazione multiuso, CV-42, il 30 giugno 1975, ma non gestiva alcun aereo antisommergibile. Nel giugno 1976, Roosevelt imbarcò VMA-231 con 14 aerei d'attacco Harrier AV-8A.
Il suo dispiegamento finale durò dall'ottobre 1976 all'aprile 1977. VMA-231 era a bordo per questo schieramento, che ha dimostrato che gli aerei VTOL potevano essere integrati con successo e senza soluzione di continuità nelle operazioni aeree ad ala fissa. Il 12 gennaio 1977, Roosevelt si scontrò con il mercantile liberiano Oceanus mentre transitava nello Stretto di Messina. Entrambe le navi furono in grado di procedere al porto più vicino con il proprio motore.

### Ultimi anni

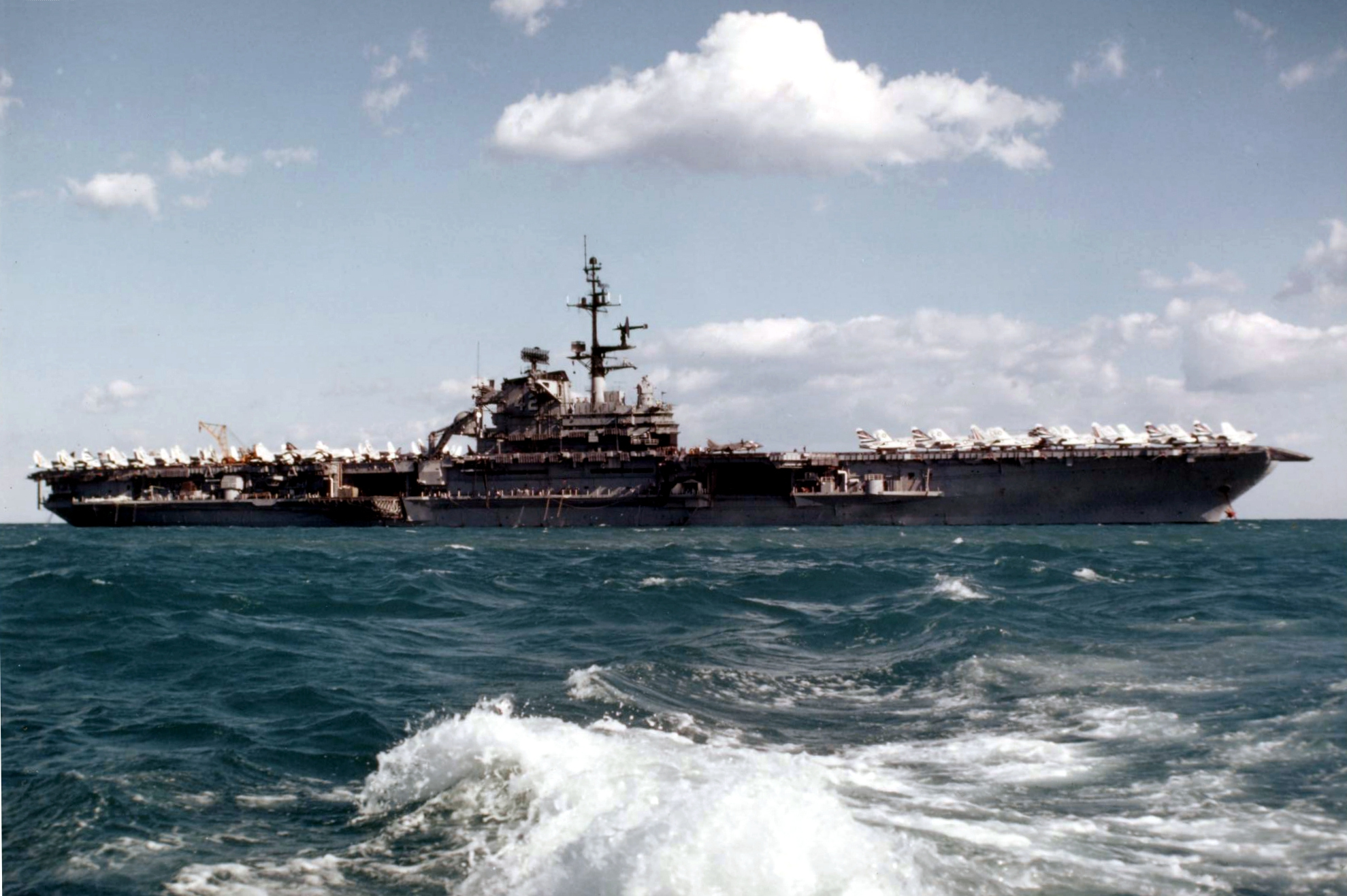
Roosevelt durante la sua ultima crociera nel Mediterraneo nel 1976

La nave, conclusa la sua ultima crociera, venne decommissionata ufficialmente il 30 settembre 1977 ossia nel periodo in cui entrarono in servizio le nuove unità della classe Nimitz.
Il 1° aprile 1978, il servizio di riutilizzo e marketing della difesa vendette la nave alla River Terminal Development Company per $ 2,1 milioni. Dopo che le attrezzature utilizzabili furono rimosse da Roosevelt presso lo stabilimento di navi inattive del cantiere navale di Norfolk, la nave fu rimorchiata a Kearny, nel New Jersey. Arrivò il 3 maggio 1978 ed è stata demolita quell'anno.

## Galleria d'immagini

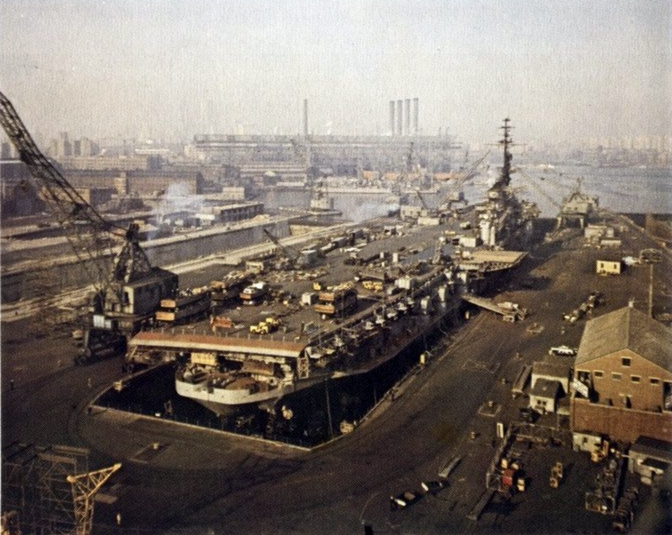
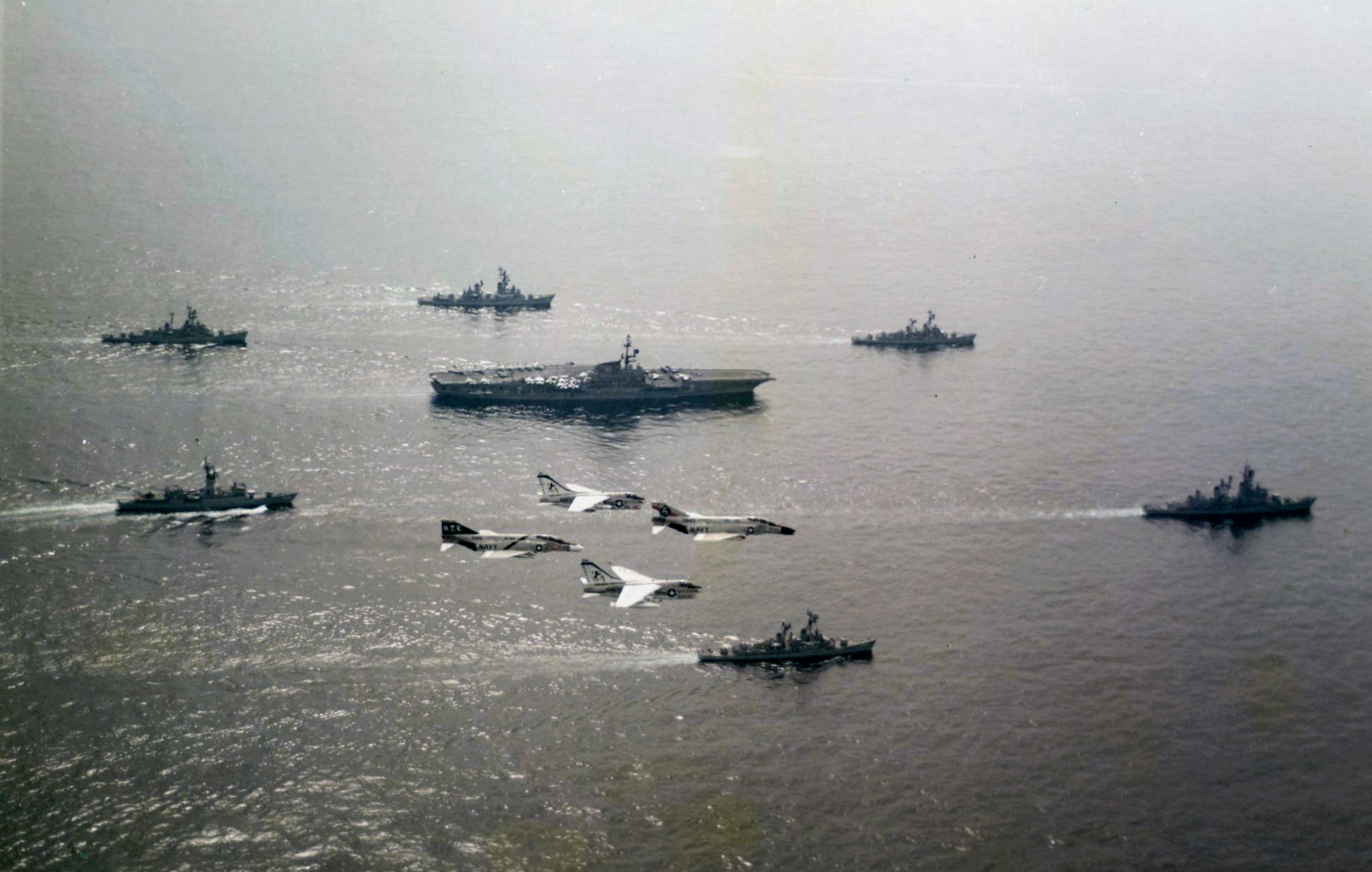
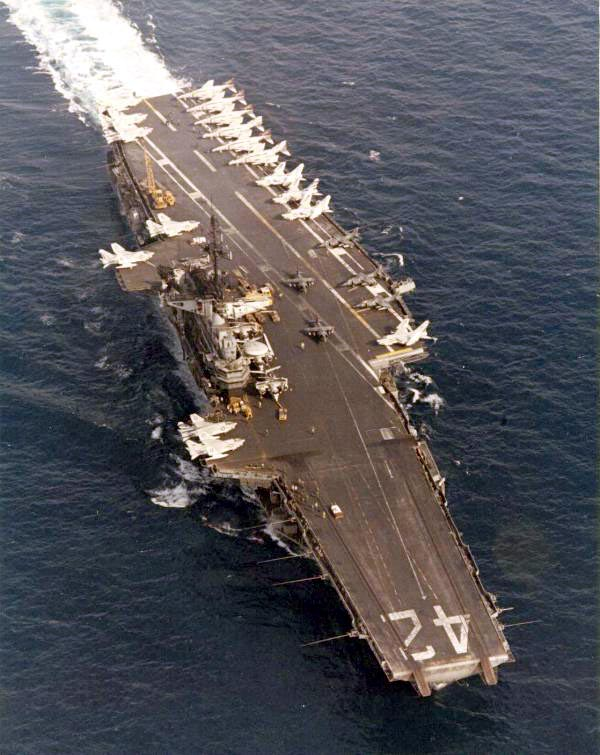
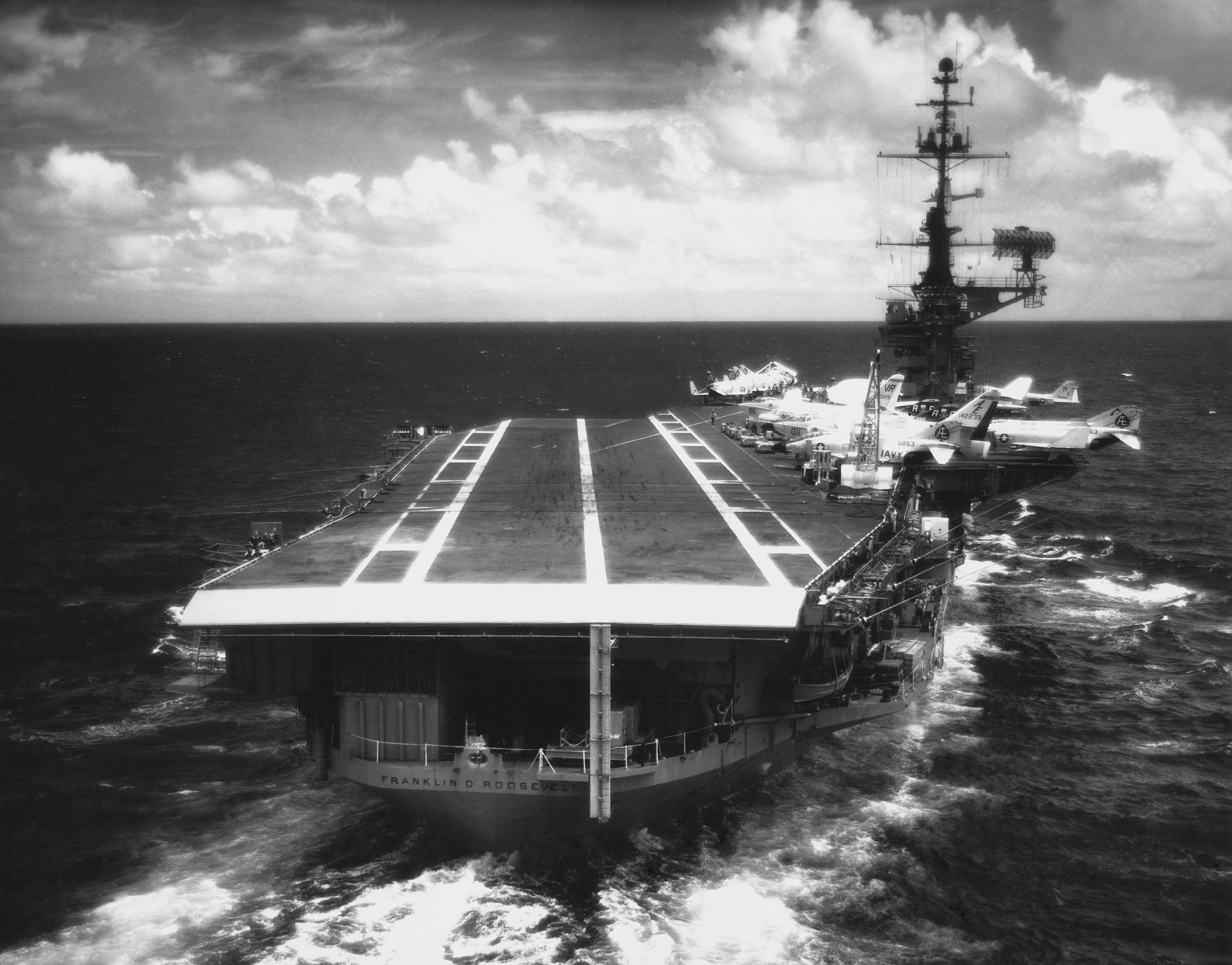
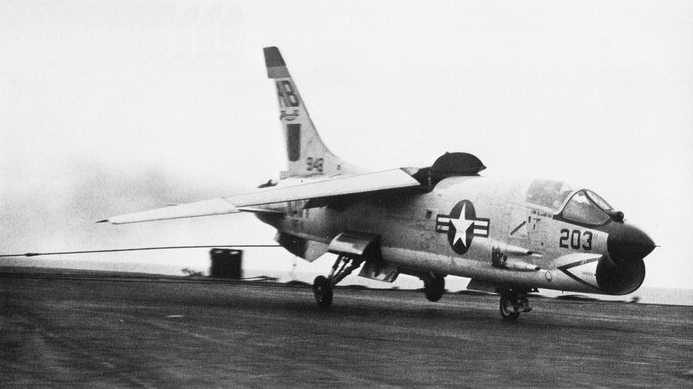
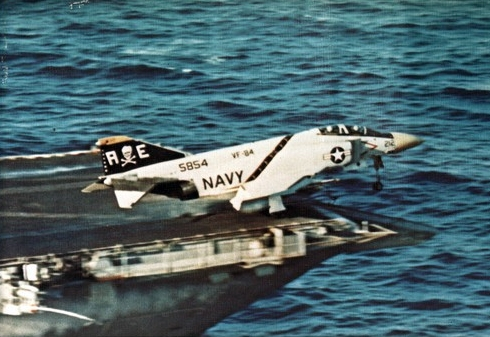
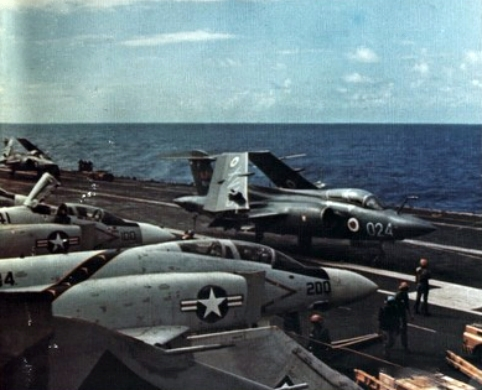
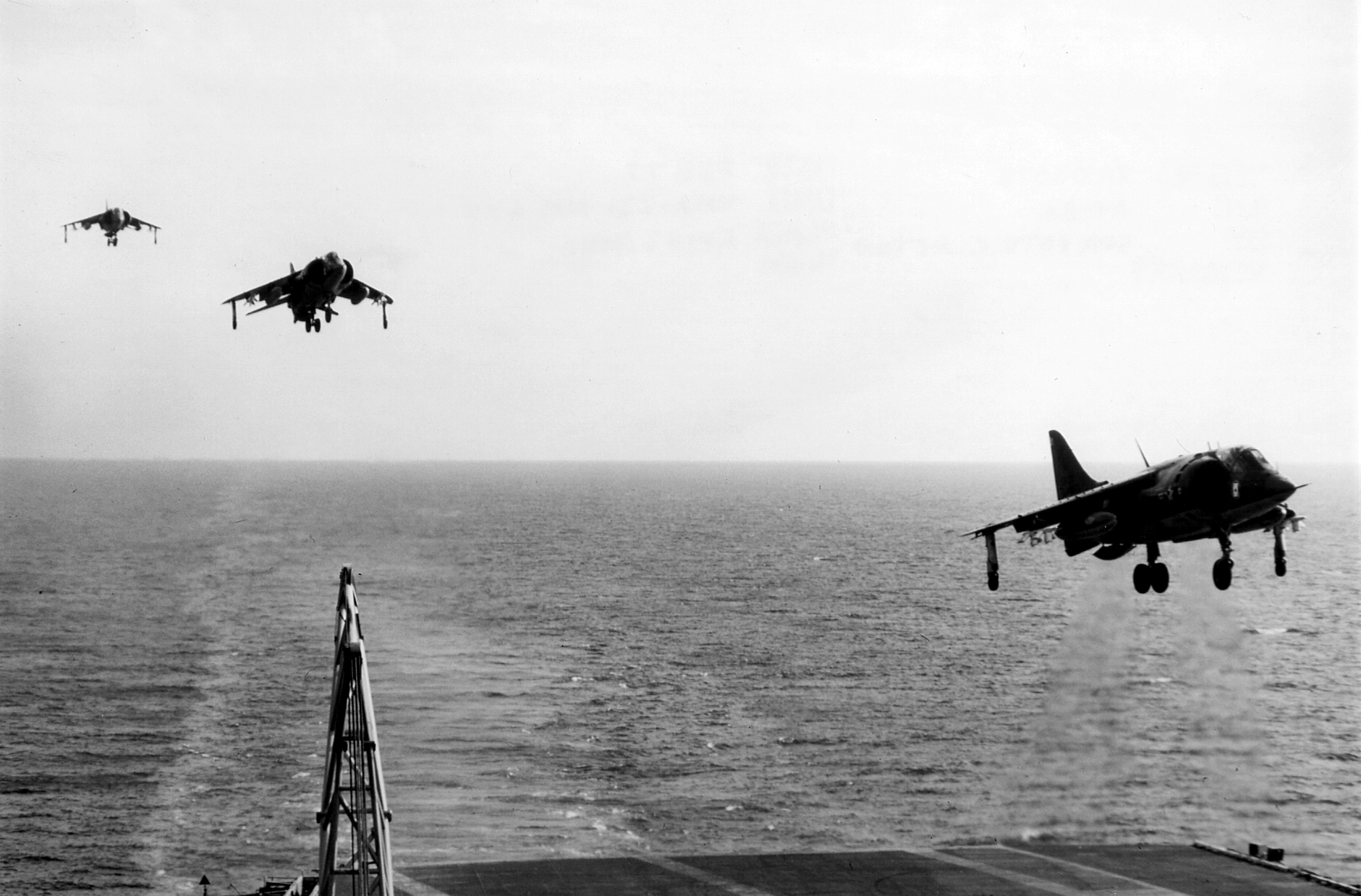